# Hassan Dahir Aweys

Aweys em 2006

Sheikh Hassan Aweys (nasceu em 1935) foi o líder da Conselho Supremo das Cortes Islâmicas. No entanto ele aparentemente renunciou em 2006, e continua a controlar a corte islâmica.